# Fegersheim
Fegersheim es una localidad y  comuna francesa situada en el departamento de Bajo Rin, en la región de Alsacia. Tiene una población de 4.533 habitantes (según censo de 1999) y una densidad de 725 h/km².
Forma parte de la Comunidad urbana de Estrasburgo y en su polígono industrial alberga una fábrica y un centro de investigación de la compañía farmacéutica Eli Lilly and Company.
- Datos: Q22477
- Multimedia: Fegersheim / Q22477

1. ↑  Worldpostalcodes.org, código postal n.º 67640.
2. ↑  INSEE, Datos de población para el año 2012 de Fegersheim (en francés).